# Фергюсон, Чарльз (режиссёр)
Чарльз Фергюсон (англ. Charles Henry Ferguson) (род. 24 марта 1955 года) — американский режиссёр-документалист, лауреат премии «Оскар» за фильм «Инсайдеры» (2010), посвященный мировому финансовому кризису 2008 года. В 2014 году режиссёр также планировал снять фильм о Хиллари Клинтон для канала CNN, но не смог завершить свой замысел.

## Биография
Фергюсон окончил школу Lowell High School в Сан-Франциско в 1972 году, и получил степень бакалавра математики в Беркли в 1978-м, а в 1989 году защитил степень доктора в Массачусетском технологическом институте. Свою академическую карьеру он продолжил в МТИ, одновременно консультируя Администрацию президента США, Управление торгового представителя США, Министерство обороны США, а также ряд американских и европейских технологических компаний.
В период с 1992 по 1994 годы Фергюсон работал независимым консультантом по бизнес-стратегии для таких компаний как Apple Inc., Xerox, Motorola и Texas Instruments.
На протяжении более 20 лет Фергюсон интересовался кино и регулярно посещал такие кинофестивали как Telluride Film Festival. В середине 2005 года он основал собственную студию «Representational Pictures» и приступил к съёмкам одной из первых лент о послевоенном Ираке — документального фильма «Конца и края нет» (No End in Sight), посвящённого войне в Ираке.
Фильм получил специальный приз жюри на фестивале Сандэнс 2007 года, в 2008 году удостоился награды Национального общества кинокритиков США и был номинирован на премию «Оскар».